# Дуілії (рід)
Дуілії — патриціанський та заможний плебейський рід у Стародавньому Римі. Його представники були консулами, диктаторами, військовими трибунами з консульською владою, децемвірами, народними трибунами. Мали когномен Лонг — «протяжний».

## Найвідоміші Дуїлії
- Марк Дуілій, народний трибун 470 року до н. е.
- Цезон Дуілій Лонг, децемвір 450 та 449 років до н. е.
- Марк Дуілій, народний трибун 449 року до н. е.
- Гней Дуілій Лонг, військовий трибун з консульською владою 399 року до н. е.
- Цезон Дуілій Лонг, консул 336 року до н. е., засновник римської колонії Калес у Кампанії
- Гай Дуілій, консул 260 року до н. е., герой Першої пунічної війни.
- Гай Дуілій Лонг, диктатор 231 року до н. е.